# Toddrick Gotcher
Toddrick Gotcher (Garland, 14 marzo 1993) è un allenatore di pallacanestro ed ex cestista statunitense.

## Palmarès
- Coppa di Romania: 1

CSO Voluntari: 2022
- Coppa di Polonia: 1

Walbrzych: 2025